# Arca de Noè (mol·lusc)
L'arca de Noè, peu de cabrit o caixeta (Arca noae) és un mol·lusc bivalve marí comestible però no gaire apreciat per ser una mica amargant. Fa uns 10 cm de llarg i viu en fons rocosos allunyats de les costes fins a 100 m de pregonària. Es troba a la Mediterrània i l'Atlàntic oriental (de Portugal a Angola).

## Descripció
La closca és sòlida formada per dues valves similars d'aspecte quadrangular. L'articulació de les valves està dentada i recorda una cremallera. La superfície exterior és marronosa. S'alimenta de les partícules microscòpiques del fitoplàncton.